# Esthlogenopsis
Esthlogenopsis är ett släkte av skalbaggar. Esthlogenopsis ingår i familjen långhorningar.
Kladogram enligt Catalogue of Life:
| Esthlogenopsis | \| \| Esthlogenopsis atlantica \| \| \| \| \| \| Esthlogenopsis ochreoscutellaris \| \| \| \| |
|                | \| \| Esthlogenopsis atlantica \| \| \| \| \| \| Esthlogenopsis ochreoscutellaris \| \| \| \| |
|                | Esthlogenopsis atlantica                                                                      |
|                |                                                                                               |
|                | Esthlogenopsis ochreoscutellaris                                                              |
|                |                                                                                               |